# The Beginning (singel One Ok Rock)
„The Beginning” – siódmy singel zespołu ONE OK ROCK, wydany 22 sierpnia 2012 roku przez wytwórnię Aer-born. Singel osiągnął 5 pozycję w rankingu Oricon i pozostał na liście przez 20 tygodni, sprzedano 84 241 egzemplarzy. Singel zdobył status złotej płyty.
Utwór tytułowy został wykorzystany jako piosenka przewodnia filmu Rurōni Kenshin.

## Lista utworów
| CD |                                                                        |       |            |      |
| Nr | Tytuł                                                                  | Słowa | Kompozycja | Czas |
| 1. | "The Beginning"                                                        | Taka  | Taka       | 4:55 |
| 2. | "Ketsuraku Automation" (jap. 欠落オートメーション Ketsuraku Ōtomēshon) | Taka  | Toru/Taka  | 3:44 |
| 3. | "Notes'n'Words"                                                        | Taka  | Taka       | 4:49 |

## Notowania
| Lista                       | Pozycja |
| --------------------------- | ------- |
| Oricon Weekly Singles Chart | 5       |
| Oricon Yearly Singles Chart | 96      |